# Urkervaart
De Urkervaart is een kanaal in de Noordoostpolder in de provincie Flevoland. Het kanaal loopt vanaf de Zwolse Vaart bij Emmeloord door Tollebeek naar Urk. Het Gemaal Vissering pompt het water bij Urk in het IJsselmeer.
Het dorp Tollebeek heeft een klein insteekhaventje aan de Urkervaart. Over de Urkervaart gaan veel zandschepen en plezierboten.